# Vulcaniella extremella
Vulcaniella extremella is een vlinder uit de familie prachtmotten (Cosmopterigidae). De wetenschappelijke naam is voor het eerst geldig gepubliceerd in 1871 door Wocke.
De soort komt voor in Europa.